# Hertogdom Kleef
Het hertogdom Kleef (Duits: Herzogtum Kleve) was een hertogdom in de Nederrijns-Westfaalse Kreits, gelegen aan beide kanten van de Rijn, tussen het prinsbisdom Münster, het sticht Essen, en de hertogdommen Berg, Brabant, Gelre en Gulik. Het hertogdom omvatte ongeveer de huidige districten Kleef, Wesel en de stad Duisburg alsmede in Nederland een deel van de Liemers, Huissen, Malburgen en de Kleefse Waard in het zuidoosten van Gelderland, en Mook en Gennep in het uiterste noorden van Limburg. Hoofdstad was de gelijknamige stad Kleef.
In Kleef en omstreken wordt (met name door ouderen) het Kleverlands gesproken, een Nederfrankisch dialect.

## Geschiedenis
Omstreeks 1020 stichtte keizer Hendrik II het graafschap Kleef. Mogelijk waren de graven tot de elfde eeuw ook graaf van Teisterbant, dat vervolgens aan het prinsbisdom Utrecht viel.
De kern van het oorspronkelijke graafschap bestond uit Kleef, Kalkar en Monreberg. Later werd het gebied uitgebreid ten koste van het keurvorstendom Keulen. In de dertiende eeuw breidde het bezit zich uit op de rechter Rijnoever (Wezel, Duisburg, de heerlijkheid Dinslaken). In de veertiende eeuw kwam daar Emmerik bij.

### Kleef-Mark
Na het uitsterven van de mannelijke lijn van  de graven van Kleef in 1368 (Johan van Kleef) kwam het graafschap ten gevolge van het huwelijk van Margaretha van Kleef met graaf Adolf II van der Mark aan hun zoon Adolf III. Na de dood van zijn oudere broer Engelbert III in 1391 werden Kleef en het graafschap Mark in personele unie verenigd. Vanaf 1461 werden beide gebieden ook bestuurlijk verenigd.
In 1417 werd het graafschap Kleef tot hertogdom verheven. Tijdens de Soester Twist (1444-1449) werd Xanten verworven van het keurvorstendom Keulen.
Volgens het Wapenboek rond 1400, Codex Beieren gaat het om het familiewapen van hoge adel en het Hertogdom van Kleef onder het Heilige Roomse Rijk.

### Kleef-Gulik-Berg
Ten gevolge van het huwelijk van hertog Johan III van Kleef met hertogin Maria van Gulik-Berg, dochter van Willem II van Gulik-Berg, kwamen in 1511 ook het hertogdom Gulik, het hertogdom Berg en het graafschap Ravensberg in personele unie met Kleef en Mark. Het land ging al vroeg tot het lutheranisme over en later gedeeltelijk tot het calvinisme. De meerderheid bleef echter Rooms-katholiek.
Na de dood van Karel van Gelre in 1539 werd de Kleefse hertog Willem V van Kleef, tevens hertog van Gelre en graaf van Zutphen. Hiermee was een uitgestrekte staat aan de Neder-Rijn ontstaan. Karel van Gelre was in oorlog met Keizer Karel V  in de Gelderse Oorlogen. In 1543 staat Kleef Gelre en Zutphen af aan Karel V.

### Kleefse erfstrijd
Hertog Johan Willem stierf in 1609 zonder erfgenamen. Verschillende vorstenhuizen maakten aanspraak op zijn landen (Kleef, Gulik, Berg, Mark, Ravensberg en de heerlijkheid Ravenstein). Dit leidde ertoe dat Kleef en Mark in handen kwam van de keurvorsten van Brandenburg (in 1609, definitief in 1666). In 1635 werd Kleef veroverd door de Spanjaarden, maar een jaar later heroverd door de Republiek.

### Brandenburgse periode

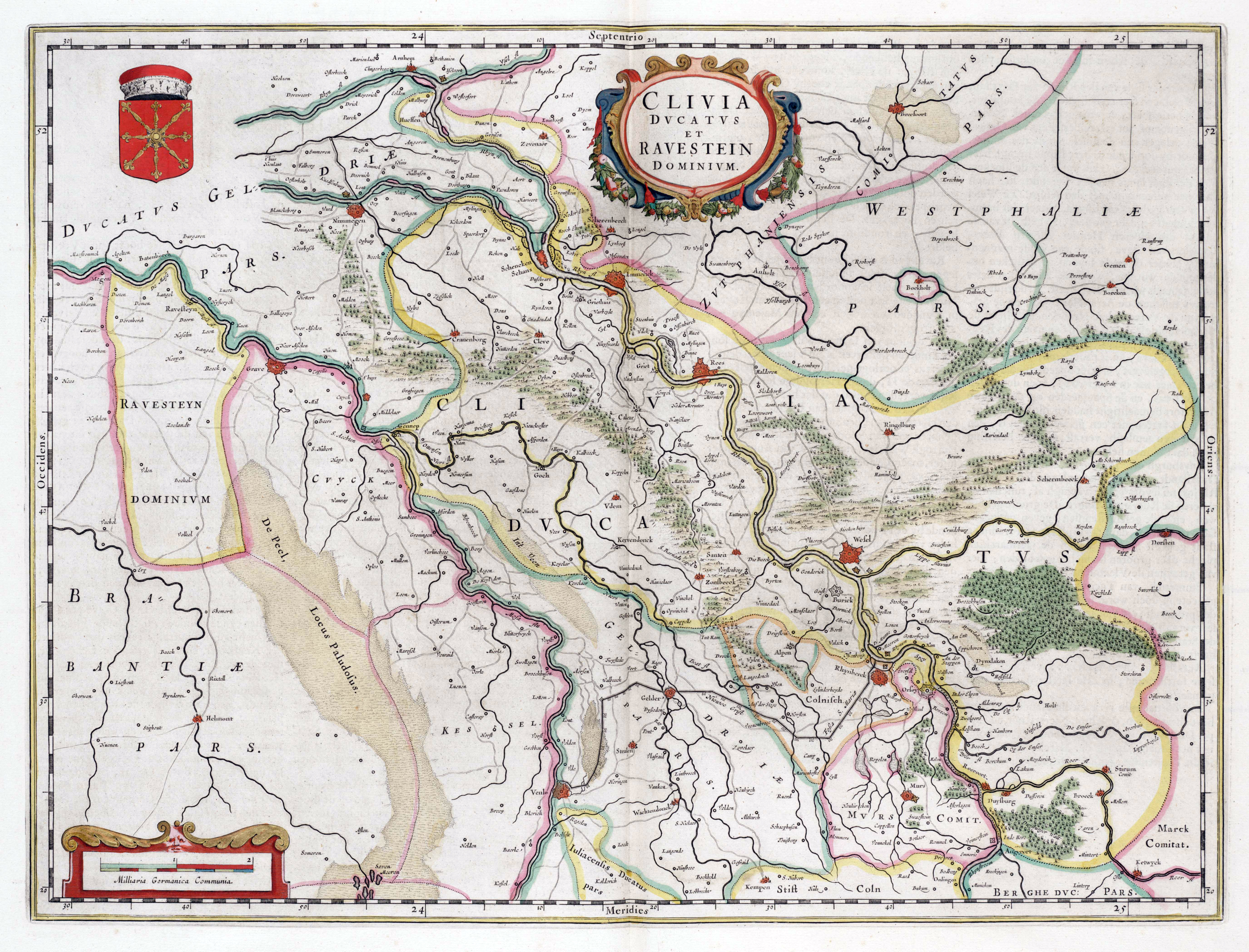
Kleef en Ravenstein 1663

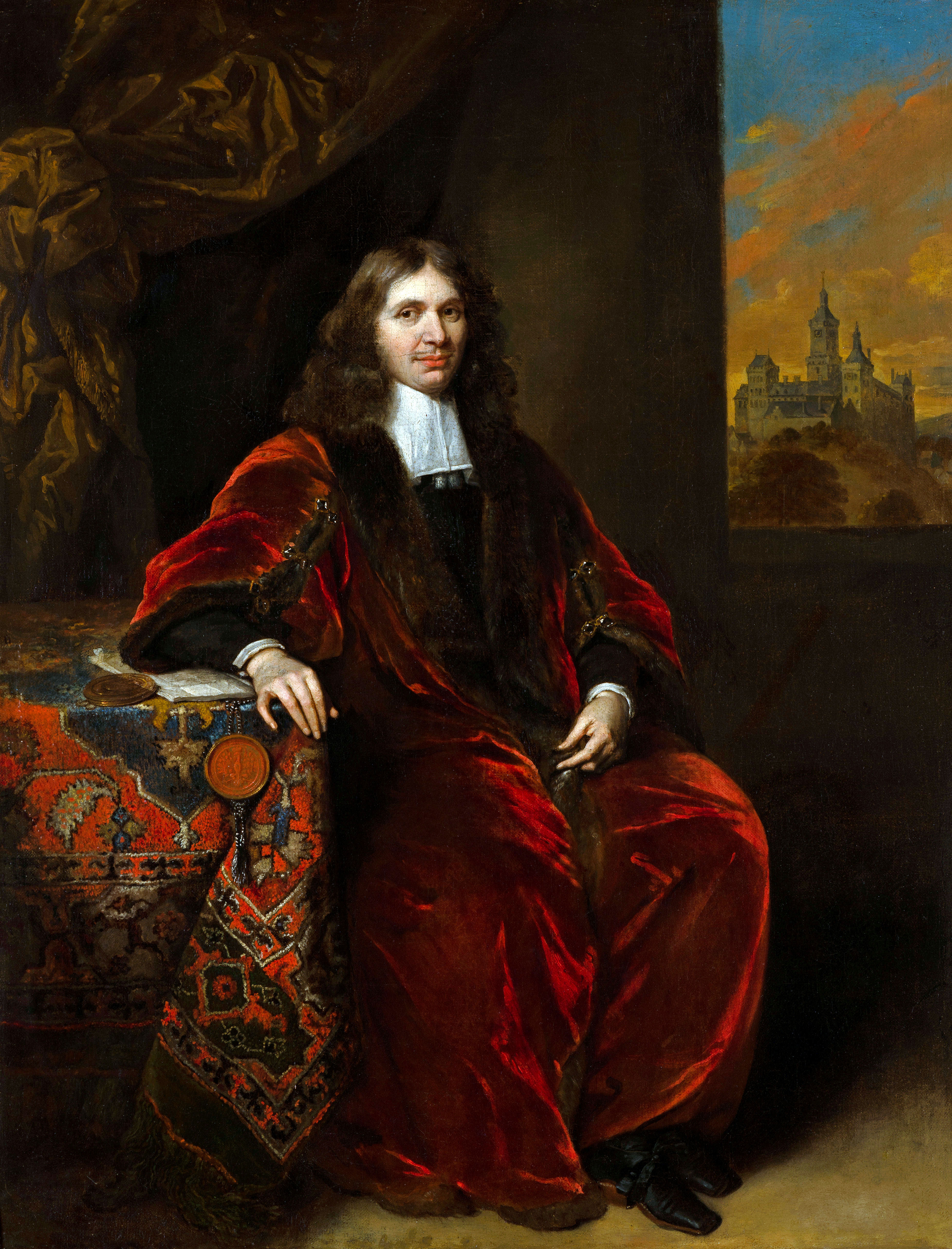
Mr. Mathias Romswinckel (1618-1699). Raad van de Brandenburgse keurvorst, vice-kanselier van Kleef (1655-1681)

De keurvorst van Brandenburg benoemde in 1647 Johan Maurits van Nassau-Siegen (1604-1679) tot stadhouder van Kleef en deze gaf hier uitvoering aan een politiek van religieuze tolerantie. Hij was zelf calvinist, maar katholieken konden in Kleef blijven wonen en ook joden werden toegelaten. Daarnaast begon hij meteen met ingrijpende landschappelijke veranderingen. Daarvoor haalde hij zijn oude kennis, Jacob van Campen naar Kleef. Bij zijn paleis Huis Freudenberg en op andere plaatsen rond de stad Kleef liet Johan Maurits schitterende classicistische parken met kanalen en fonteinen en stervormige stelsels van lanen in de reeds bestaande bossen aanleggen, de Kleefse tuinen.
De stadhouder hield van wetenschap en kunst en cultuur. De meeste van de bouwwerken, bestuursgebouwen en ook weer eigen residenties, zijn in de laatste wereldoorlog te gronde gegaan, maar het schitterende park aan de voet van de Sternberg ligt er nog in zijn volle glorie. Ook de beroemde Nassauerallee, een lindelaan, is er nog. Johan Maurits bestelde kort na zijn aantreden 600 lindebomen in Holland. Die kwamen te staan langs een kaarsrechte laan. Dit maakte zo’n indruk op de keurvorst, dat deze hetzelfde wilde in Berlijn. Unter den Linden en de  Tiergarten werden aangelegd naar voorbeeld van de parken in Kleef. In 1666 werd in Kleef een verdrag gesloten waarbij de keurvorst van Brandenburg Kleef, Mark en Ravensberg toebedeeld kreeg.

### Onder Pruisen

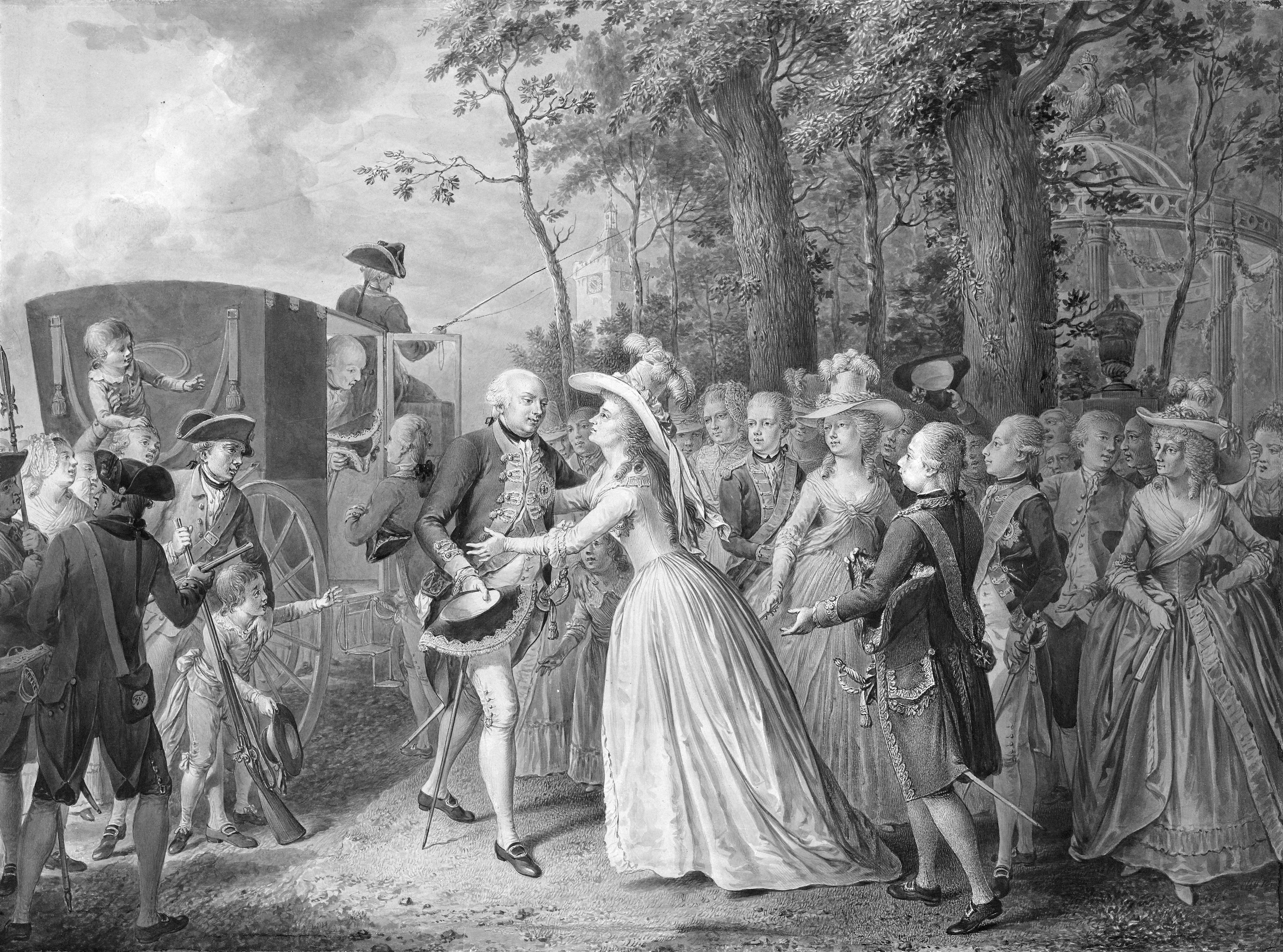
Ontmoeting van prinses Wilhelmina met haar broer koning Frederik III van Pruisen te Kleef.

De Verenigde Provinciën behield tot 1672 een garnizoen in Kleef. In 1701 werd de stad Pruisisch bezit, als voortzetting van Brandenburg. Ook na de Pruisische annexatie bleef het Nederlands de officiële taal van bestuur, onderwijs en kerk. Pas in 1739 moest de correspondentie met Berlijn in het Hoogduits gevoerd worden. Pruisen bleef, met een korte onderbreking van 1757 tot 1762, heerser over Kleef.
Frederik Willem II van Pruisen liet op 17 juli 1787 20.000 manschappen samentrekken bij Wesel. Dit moest de eis tot satisfactie kracht bijzetten. Op 6 augustus 1787 nam veldmaarschalk Van Brunswijk zijn intrek in Wesel. Op 9 september eiste Pruisen opnieuw satisfactie, maar nu met daarbij ook de eis dat prinses Wilhelmina van Pruisen uitgenodigd zou worden om naar Den Haag te komen. Haar aanhouding leidde uiteindelijk tot de Pruisische inval. De bezetting is herdacht met de Brandenburger Tor in Berlijn. 
Koning Frederik Willem II bracht in de zomer van 1788 een bezoek aan zijn zuster en zwager, prins Willem V en prinses Wilhelmina van Pruisen op Het Loo. De eerste ontmoeting vond plaats in Kleef op 9 juni waarna men de reis voortzette naar Paleis Het Loo.

### Franse tijd
In 1795 werd de hele Westelijke Rijnoever geannexeerd door Frankrijk. Pruisen erkende deze annexatie in de Vrede van Bazel. Het hertogdom Kleef ging op in de Cisrheniaanse republiek.
Op 15 december 1805 doet Pruisen in een geheim verdrag met Frankrijk te Schönbrunn afstand van het hertogdom aan Frankrijk. De exclaves bij Arnhem werden door Frankrijk aan de Bataafse Republiek overgedragen, het ging hierbij om Zevenaar, Huissen en Malburgen.
Op 30 maart 1806 stond Napoleon het hertogdom Berg en het op de oostelijke oever van de Rijn gelegen deel van het hertogdom Kleef bij decreet af aan zijn zwager Joachim Murat. Deze ging de titel voeren van hertog van Kleef en hertog van Berg. Deze gebieden vormden daarmee de kern van het latere groothertogdom Berg.

### Restauratie
Na de val van Napoleon en het congres van Wenen werd in 1813 het Pruisische gezag over Kleef hersteld. Mede om een mogelijke invloed van het nieuwe Verenigd Koninkrijk der Nederlanden tegen te gaan werd het gebruik van het Nederlands ingeperkt, en werd het Duits de officiële taal van bestuur en scholing. Kleef deelde de verdere geschiedenis met Pruisen, en maakt thans deel uit van de Bondsrepubliek Duitsland.

## Bestuurlijke indeling
- De stedenkreis ten westen van de Rijn, nederwaarts: de steden Kleef, Emmerik, Kranenburg, Zevenaar, Huissen, Gennep, Griethausen en Goch.
- De stedenkreis ten westen van de Rijn, bovenwaarts: de steden Xanten, Orsoy, Kalkar, Sonsbeck, Uedem, Büderich, Kervenheim en Grieth.
- De stedenkreis ten oosten van de Rijn: de steden Wesel, Duisburg, Rees, Dinslaken, Ruhrort, Schermbeck, Holten en Isselburg.
- De landsraadkreis Kleef:
  - de rechterambten Kleef, Kleverhamm, Kalkar, Grieth, Goch, Asperden, Gennep, Kranenburg, Duffelt, Uedem, Sonsbeck, Schravelen.
  - de jurisdicties Huisberden, Halt, Hennepel, Niedermörmter, Moyland, Till, Heijen, Mook, Kessel en Mörmter
  - de adellijke heerlijkheden Appeldorn, Weeze, Zyfflich-Wyler en Wissen
- De landraadkreis Wesel:
  - de rechterambten Wesel, Brünen, Bislich, Büderich, Wallach, Xanten, Winnenthal, Dinslaken, Görsicke, Spellen, Holten, Beeck en Schermbeck
  - de adellijke heerlijkheden Hamminkeln, Meiderich, Diersfort, Gahlen, Bühl, Hünxe, Voerde, Haffen, Mehr, Borth en Veen met de vrijheid Winnenthal.
- De landraadkreis Emmerik:
  - de ambten Emmerik, Lobith, Rees, Hetter, Grietherbusch, Liemers, Huissen en Malburgen
  - de jurisdicties Millingen en Hueth, Sonsfeld, Haldern, Offenberg, Bienen, Wehl, Hulhuizen en Groin

graafschap, sinds 1417 hertogdom Kleef
wapen van 1368 tot 1521
wapen van 1521 tot 1539
wapen van 1539 tot 1543
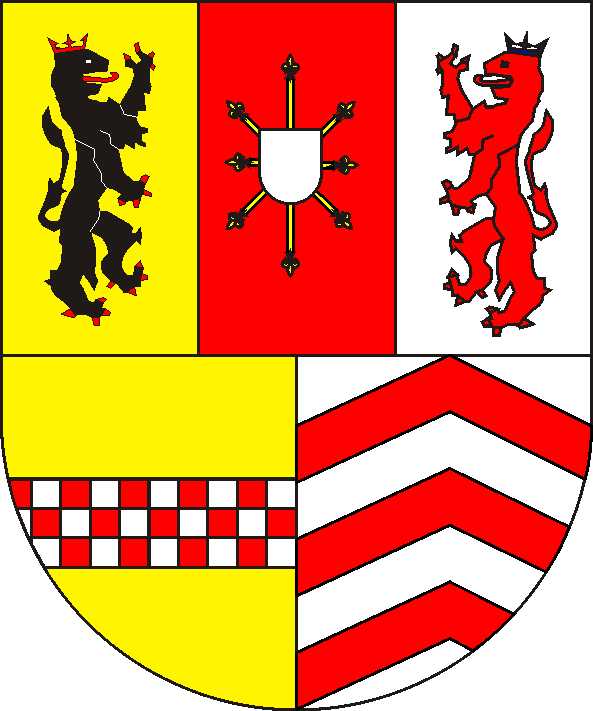
wapen van 1543 tot 1609
Hertogdom Kleef, zoals weergegeven op een kaart uit 1645

zie ook Wapen van Gulik-Kleef-Berg

## Heersers van Kleef

### Huis Kleef
- 10??-1050: Rutger I
- 1050-1075: Rutger II
- 1075-1091: Diederik II
- 1091-1119: Diederik III (Diederik I volgens een andere telling )
- 1119-1147: Arnold I
- 1147-1172: Diederik IV (Diederik II volgens een andere telling )
- 1172-1198: Diederik V (Diederik III volgens een andere telling )
- 1198-1201: Arnold II
- 1201-1260: Diederik VI (Diederik IV volgens een andere telling )
- 1260-1275: Diederik VII (Diederik V volgens een andere telling )
- 1275-1305: Diederik VIII (Diederik VI volgens een andere telling )
- 1305-1310: Otto
- 1310-1347: Diederik IX (Diederik VII volgens een andere telling )
- 1347-1368: Jan

### Huis van der Mark

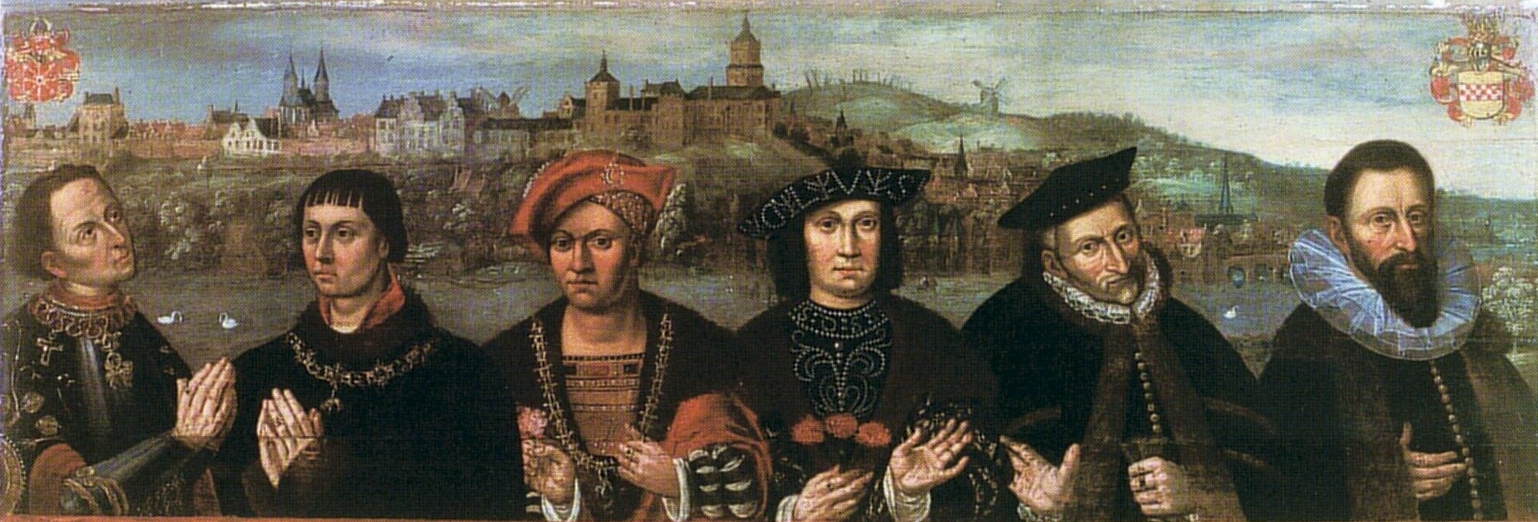
V.l.n.r. de hertogen Adolf IV, Jan I, Jan II, Jan III, Willem V en Johan Willem

- 1368-1394: Adolf I
- 1394-1448: Adolf II
- 1448-1481: Jan I
- 1481-1521: Jan II
- 1521-1539: Jan III
- 1539-1592: Willem V de Rijke
- 1592-1609: Johan Willem